# Iparhi logos (singolo)
Iparhi Logos (letteralmente c'è una ragione) è il secondo singolo della cantante greca Helena Paparizou estratto dal suo secondo album omonimo.

## Classifiche
| Classifica (2006)   | Posizione massima |
| ------------------- | ----------------- |
| Greek Singles Chart | 3                 |